# Eray Ataseven
Eray Ataseven (sinh ngày 29 tháng 6 năm 1993) là một cầu thủ bóng đá Thổ Nhĩ Kỳ thi đấu ở vị trí tiền vệ cho Akhisar Belediyespor. Anh ra mắt ở Süper Lig vào ngày 31 tháng 3 năm 2012 trước Gençlerbirliği.